# This Ain’t The Expendables XXX
This Ain’t The Expendables XXX ist eine US-amerikanische Porno-Parodie des Regisseurs Axel Braun auf den Film The Expendables (Regie: Sylvester Stallone) aus dem Jahr 2012.

## Inhalt
Baily Ross führt eine weibliche Söldnerbande, um die reiche Göre Sandra, Tochter des Generals, zu retten. Mit Waffengewalt gelingt das Vorhaben.

### Szenen
- Szene 1. Brooklyn Lee, Billy Glide
- Szene 2. Andy San Dimas, Jessie Andrews
- Szene 3. Kimberly Kane, Derrick Pierce
- Szene 4. Lyla Storm, Alec Knight, Brendon Miller
- Szene 5. Ana Foxxx, London Keyes, Ryan Driller

## Hintergrund
Kimberly Kane spielt die Anführerin des Söldnerteams und damit die Rolle des Sylvester Stallone. Kylie Ireland und Tera Patrick sind in Cameo-Auftritten und Non-Sex Rollen zu sehen. Es ist der erste Auftritt des ehemaligen Pornostars Tera Patrick in einem Porno nach vier Jahren. Im Cameo-Auftritt spielt sie die Rolle des Arnold Schwarzenegger im Mainstreamfilm. Ähnlich wie bei der Pornoparodie Rezervoir Doggs sind alle männlichen Darsteller des Mainstreamfilms durch weibliche Darsteller besetzt. Kimberly Kane ist in beiden Filmen zu sehen.
Der Film wurde auf DVD und als 3D-Release veröffentlicht.

## Nominierungen
Der Film war bei den AVN Awards 2013 in den folgenden Kategorien nominiert: Best Packaging, Best Non-Sex Performance (Tera Patrick), Best Special Effects und Best 3D Release.